# Station Bosvoorde
Station Bosvoorde (Frans: Boitsfort) is een spoorwegstation in de Brusselse gemeente Watermaal-Bosvoorde, in België. Het station staat in Bosvoorde langs spoorlijn 161 (Brussel - Namen). Het is nu een stopplaats.
Ter hoogte van het station is er ook een tramhalte van de MIVB aanwezig (Bosvoorde Station) en een bushalte van de Waalse vervoersmaatschappij TEC (buslijn 366).
Het loket sloot op 1 juli 2005.
In 2010 werd in het kader van het Gewestelijk ExpresNet gestart met de verdubbeling van de sporen en de uitbreiding en overdekking van de halte. De eerste fase (o.a. verbreding spoorbedding en overdekking) was eind 2014 klaar, maar anno 2015 lag de werf stil.
Ten noordwesten van het station staat het Glaverbelgebouw.

## Treindienst
| Serie | Treinsoort | Route                                                                                | Bijzonderheden |
| ----- | ---------- | ------------------------------------------------------------------------------------ | --- |
| S 8   | GEN (NMBS) | Zottegem – Brussel-Zuid – Brussel-Schuman – Bosvoorde – Ottignies – Louvain-la-Neuve | Rit naar Zottegem rijdt niet in het weekend. Een rit rijdt dagelijks tussen Brussel-Zuid - Ottignies. Een rit rijdt dagelijks tussen Ottignies - Louvain-la-Neuve. |
| S 81  | GEN (NMBS) | Schaarbeek – Brussel-Schuman – Bosvoorde – Ottignies                                 | Rijdt enkel tijdens de spits tijdens het schooljaar |

## Galerij

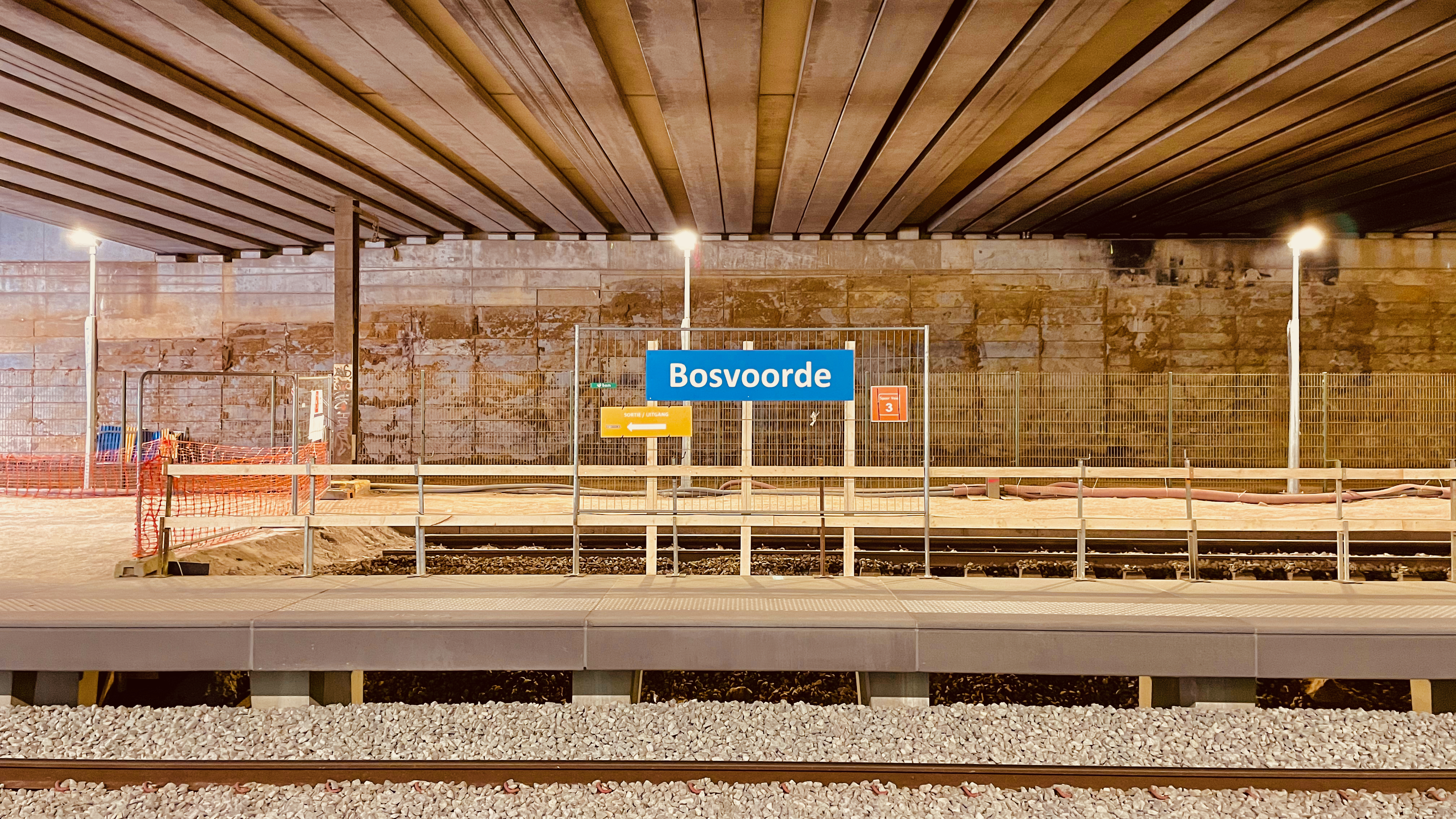
Zicht op een perron
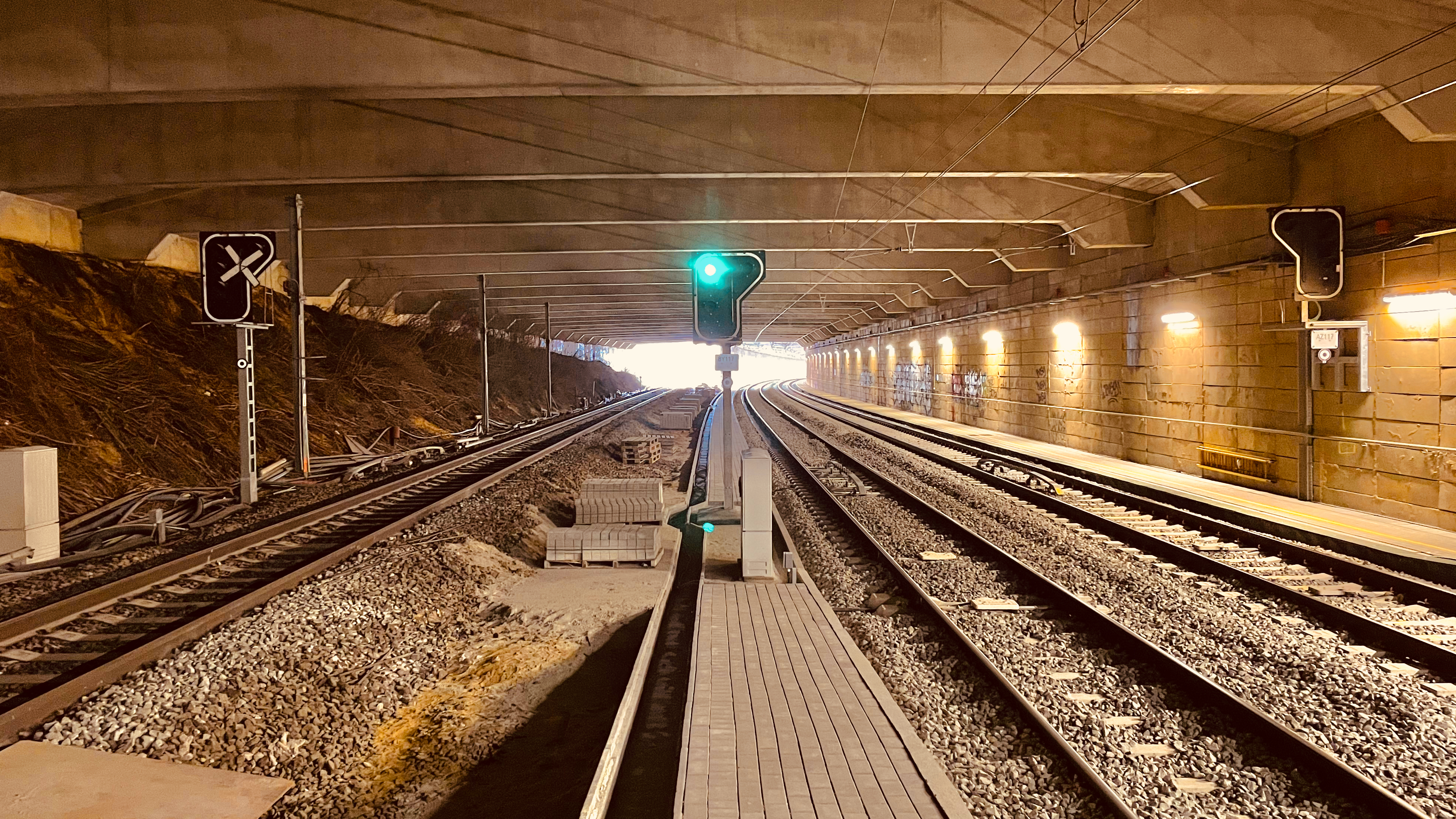
De tunnel bij het station

## Reizigerstellingen
De grafiek en tabel geven het gemiddeld aantal instappende reizigers weer op een week-, zater- en zondag.
| Tabel: aantal instappende reizigers station Bosvoorde | Tabel: aantal instappende reizigers station Bosvoorde | Tabel: aantal instappende reizigers station Bosvoorde | Tabel: aantal instappende reizigers station Bosvoorde |
|                                                       | Weekdag                                               | Zaterdag                                              | Zondag                                                |
| ----------------------------------------------------- | ----------------------------------------------------- | ----------------------------------------------------- | ----------------------------------------------------- |
| 1977                                                  | 1 067                                                 | 100                                                   | 103                                                   |
| 1978                                                  | 1 031                                                 | 167                                                   | 102                                                   |
| 1979                                                  | 786                                                   | 90                                                    | 76                                                    |
| 1980                                                  | 1 164                                                 | 93                                                    | 87                                                    |
| 1981                                                  | 708                                                   | 97                                                    | 55                                                    |
| 1982                                                  | 697                                                   | 235                                                   | 179                                                   |
| 1983                                                  | 541                                                   | 86                                                    | 56                                                    |
| 1984                                                  | 528                                                   | 103                                                   | 93                                                    |
| 1985                                                  | 469                                                   | 68                                                    | 144                                                   |
| 1986                                                  | 480                                                   | 58                                                    | 46                                                    |
| 1987                                                  | 417                                                   | 67                                                    | 92                                                    |
| 1988                                                  | 490                                                   | 110                                                   | 57                                                    |
| 1989                                                  | 548                                                   | 60                                                    | 65                                                    |
| 1990                                                  | 457                                                   | 67                                                    | 57                                                    |
| 1991                                                  | 570                                                   | 72                                                    | 70                                                    |
| 1992                                                  | 547                                                   | 97                                                    | 65                                                    |
| 1993                                                  | 649                                                   | 91                                                    | 63                                                    |
| 1994                                                  | 624                                                   | 89                                                    | 59                                                    |
| 1995                                                  | 582                                                   | 103                                                   | 88                                                    |
| 1996                                                  | 673                                                   | 107                                                   | 78                                                    |
| 1997                                                  | 684                                                   | 100                                                   | 112                                                   |
| 1998                                                  | 559                                                   | 98                                                    | -                                                     |
| 1999                                                  | 641                                                   | 106                                                   | 1                                                     |
| 2000                                                  | 839                                                   | 100                                                   | 91                                                    |
| 2001                                                  | 862                                                   | 104                                                   | 84                                                    |
| 2002                                                  | 709                                                   | 120                                                   | 72                                                    |
| 2003                                                  | 665                                                   | 136                                                   | 106                                                   |
| 2004                                                  | 794                                                   | 116                                                   | 108                                                   |
| 2005                                                  | 898                                                   | 135                                                   | 116                                                   |
| 2006                                                  | 908                                                   | 163                                                   | 135                                                   |
| 2007                                                  | 994                                                   | 136                                                   | 104                                                   |
| 2008                                                  | -                                                     | -                                                     | -                                                     |
| 2009                                                  | 1 000                                                 | 123                                                   | 85                                                    |
| 2010                                                  | -                                                     | -                                                     | -                                                     |
| 2011                                                  | -                                                     | -                                                     | -                                                     |
| 2012                                                  | 722                                                   | 115                                                   | 119                                                   |
| 2013                                                  | 660                                                   | 95                                                    | 95                                                    |
| 2014                                                  | 703                                                   | 83                                                    | 83                                                    |
| 2015                                                  | 738                                                   | 109                                                   | 117                                                   |
| 2016                                                  | 945                                                   | 104                                                   | 87                                                    |
| 2017                                                  | 1 020                                                 | 124                                                   | 97                                                    |
| 2018                                                  | 855                                                   | 149                                                   | 121                                                   |
| 2019                                                  | 1 002                                                 | 155                                                   | 185                                                   |
| 2020                                                  | 557                                                   | 138                                                   | 166                                                   |
| 2021                                                  | -                                                     | -                                                     | -                                                     |
| 2022                                                  | 993                                                   | 234                                                   | 268                                                   |
| 2023                                                  | 1 077                                                 | 261                                                   | 208                                                   |
| 2024                                                  | 930                                                   | 239                                                   | 136                                                   |